# Region Princes Town
Princes Town – to jeden z dziewięciu regionów Trynidadu i Tobago, o powierzchni 621,35 km². Siedzibą władz jest Princes Town.

## Największe miasta
- Princes Town
- Moruga